# L'allarme del fuoco
L'allarme del fuoco (The Still Alarm) è un film muto del 1926 diretto da Edward Laemmle.
È il terzo adattamento cinematografico - dopo The Still Alarm del 1911 e The Still Alarm del 1918 - del melodramma omonimo di Joseph Arthur che aveva debuttato a New York nel 1887 con grande successo.

## Trama

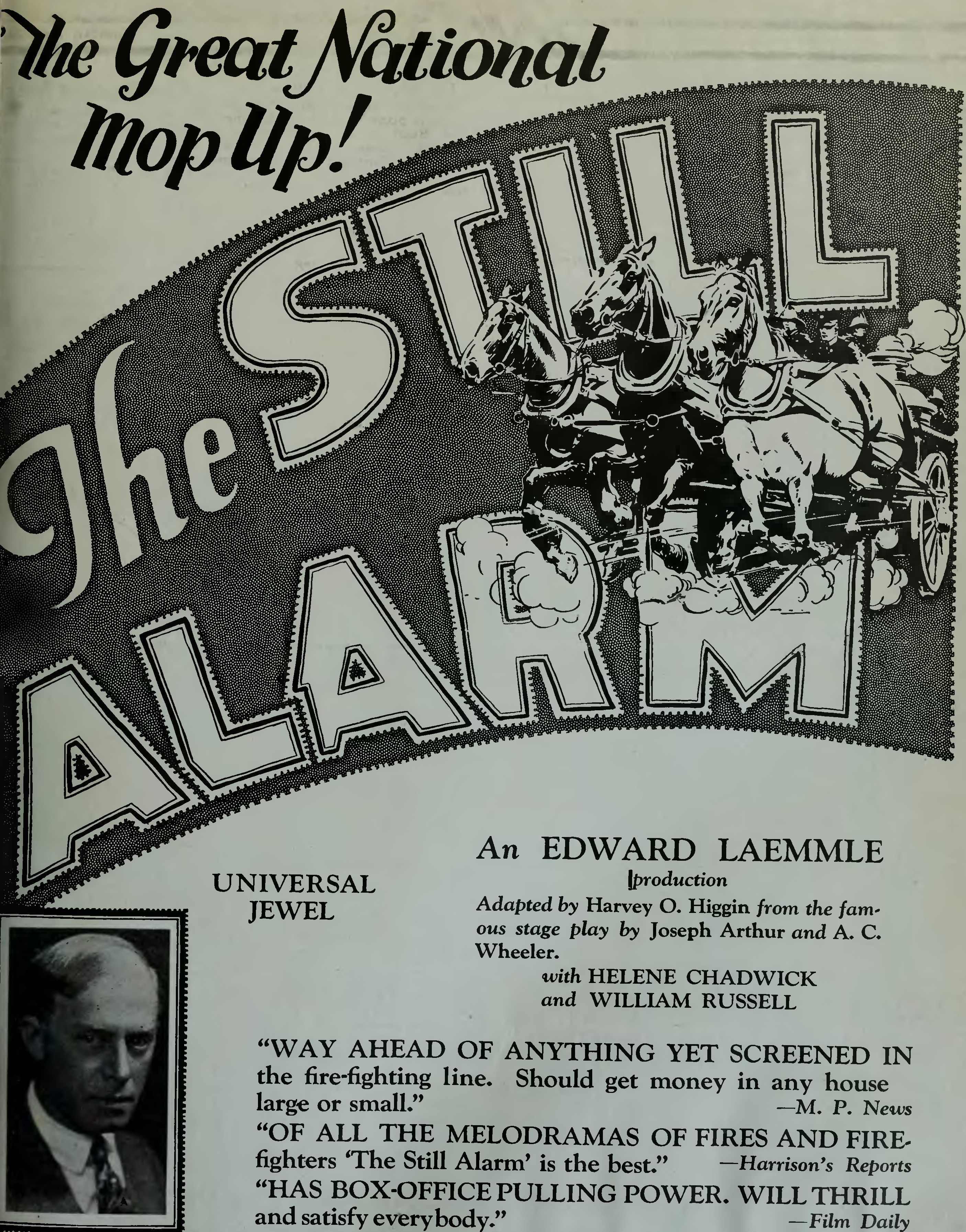
1926

Lucy lascia il marito Richard, un povero vigile del fuoco, per Perry Dunn, un politico ambizioso. Richard, per consolarsi dell'abbandono della moglie, accoglie a casa la piccola Drina, la cui madre è perita in un incendio, adottando la bambina. Ormai grande, Drina diventa una bellissima ragazza che trova lavoro come modella in un grande magazzino di proprietà di Dunn. L'uomo si infatua di lei e cerca di sedurla dopo averla drogata. Scoppia un incendio: la ragazza, ancora addormentata, si trova nella stanza di Dunn minacciata dalle fiamme, ma i vigili riescono a salvarla. Richard, colmo di preoccupazione per le condizioni della figlia, viene rassicurato da Lucy. Quest'ultima, intanto, si è resa conto di aver lasciato il suo povero ma onesto e coraggioso marito per un vero e proprio mascalzone. Pentita, chiede perdono a Richard che, riconciliatosi con lei, la riaccoglie in casa.

## Produzione
Il film fu prodotto dall'Universal Pictures (come Universal Jewel).

## Distribuzione
Il copyright del film, richiesto dalla Universal Pictures Corp., fu registrato l'8 febbraio 1926 con il numero LP22389. Distribuito dall'Universal Pictures, il film uscì nelle sale cinematografiche statunitensi il 2 maggio 1926 in una versione di 2.196,7 metri. Nel Regno Unito, venne distribuito dall'European Motion Picture Company il 25 ottobre 1926 in una versione di 2.245,45 metri. In Italia arrivò nel giugno 1928, distribuito dall'Universal con il visto di censura numero 23864.
Copia completa della pellicola (un positivo in 16 mm) viene conservata negli archivi della collezione Peter Mikkelsen negli archivi della Library of Congress di Washington.